# Oscar Camenzind
Oscar Camenzind (Schwyz, Suiza, 12 de septiembre de 1971) es un exciclista suizo que fue profesional entre los años 1996 y 2004, durante los cuales logró 21 victorias.
Consiguió triunfos, sobre todo, en su país, llegando a ganar la Vuelta a Suiza y a ser campeón nacional. En 1998 consiguió su mayor logro como corredor profesional, al vencer en el Campeonato del Mundo disputado en Valkenburg. En su palmarés también se cuentan dos victorias en importantes clásicas, como son el Giro de Lombardía y la Lieja-Bastoña-Lieja.
En su participación en las Grandes Vueltas, merece destacarse el 4.º puesto conseguido en el Giro de Italia 1998. Además, también fue 11.º en 1999 y 12.º en el Tour de Francia 1997.
Iba a ir a los Juegos Olímpicos de Atenas 2004, sin embargo dio positivo en un control antidopaje por EPO mientras realizaba un entrenamiento el día 22 de julio. Como consecuencia de esto, puso fin a su carrera deportiva.

## Palmarés
| 1994 - Hegiberg-Rundfahrt 1996 - Hegiberg-Rundfahrt - 3.º en el Campeonato de Suiza en Ruta - 3 etapas del Gran Premio Guillermo Tell 1997 - 2 etapas de la Vuelta a Austria - 2 etapas de la Vuelta a Suiza - Campeonato de Suiza en Ruta - Tour de Schynberg - Gran Premio Guillermo Tell, más 1 etapa 1998 - Campeonato Mundial en Ruta - Giro de Lombardía | 1999 - 1 etapa del Giro del Trentino - 1 etapa de la Vuelta a Suiza 2000 - Vuelta a Suiza 2001 - Lieja-Bastoña-Lieja - 1 etapa de la Vuelta a Suiza 2002 - Sachsen-Tour, más 1 etapa 2004 - 3.º en el Campeonato de Suiza en Ruta |

## Resultados en Grandes Vueltas y Campeonatos del Mundo
| Carrera         | Carrera         | 1996 | 1997 | 1998 | 1999 | 2000 | 2001 | 2002 | 2003 | 2004 |
| --------------- | --------------- | ---- | ---- | ---- | ---- | ---- | ---- | ---- | ---- | ---- |
|                 | Giro de Italia  | —    | —    | 4.º  | 11.º | —    | 27.º | —    | —    | —    |
|                 | Tour de Francia | 36.º | 12.º | —    | —    | —    | —    | —    | —    | —    |
|                 | Vuelta a España | —    | —    | 16.º | 48.º | 22.º | Ab.  | Ab.  | —    | —    |
| Mundial en Ruta | Mundial en Ruta | 32.º | 21.º | 1.º  | 6.º  | 16.º | —    | 46.º | 70.º | —    |

—: no participa

Ab.: abandono

## Equipos
- Ceramiche Panaria (1996)
- Mapei (1997-1998)
  - Mapei-GB (1997)
  - Mapei-Bricobi (1998)
- Lampre-Daikin (1999-2001)
- Phonak Hearing Systems (2002-2004)